# Reiner Olzscha
Reiner Olzscha (* 26. Juli 1912 in Auerbach/Vogtl.; † 1947) war ein deutscher Hygieniker und SS-Offizier.

## Leben
Ab 1927 unternahm Olzscha ausgedehnte Reisen in Europa sowie auch in die Türkei, nach Persien und Afghanistan, und erlernte mehrere Sprachen. Zum 1. Oktober 1930 schloss er sich der NSDAP an (Mitgliedsnummer 329.314). 1933 trat er in die SS ein und erlangte den Rang eines SS-Hauptsturmführers. Er studierte bis 1937 Medizin und promovierte 1938 mit einer Arbeit zum Gesundheitswesen in Zentralasien zum Dr. med. Olzscha war als Student Mitarbeiter des Osteuropahistorikers Georg Cleinow, dessen Schriften er 1942 posthum herausgab.
1939 wirkte er als zweiter Hygieniker innerhalb der Umsiedlungsaktionen für Volksdeutsche und war Leiter des Referats „Hygiene und Statistik“ beim Beauftragten des Reichsgesundheitsführers. Er war als Medizinalrat und SS-Obersturmbannführer im Amt D 3 des SS-Hauptamts beschäftigt. Im Zweiten Weltkrieg war er Leiter der „Arbeitsgemeinschaft Turkestan“, die vom Reichssicherheitshauptamt innerhalb der Deutschen Morgenländischen Gesellschaft (DMG) implementiert worden war. In enger Absprache mit Walter Schellenberg sollte die Arbeitsgemeinschaft für die nachrichtendienstliche Arbeit der SS im Ausland genutzt werden.
Olzschas Hauptaugenmerk lag auf der Nutzbarmachung der muslimischen Volksgruppen für die NS-Politik in der Sowjetunion, wofür er u. a. eine Freiwilligenleitstelle und verschiedene Propagandazeitungen aufbaute. Im August 1942 war er zeitweise Mitglied des Sonderkommando Künsberg, das medizinische Akten im besetzten Rostow und Krasnodar sicherstellen sollte. Bis zum Sommer 1942 war Olzscha außerdem im Kommandostab Reichsführer SS aktiv. Während des Krieges war er 1943 als Leiter der Abteilung Turkestan am Wannsee-Institut des SD tätig und parallel im Referat VI C2 des RSHA am Unternehmen Zeppelin unter Erich Hengelhaupt beteiligt.
Als SS-Hauptsturmführer kommandierte Olzscha vom September bis Oktober 1944 den „Osttürkischen Waffenverband“ der SS. Noch 1944 war er mit Richard Hartmann und Mohammed Amin al-Husseini an der Planung einer Mullah-Schule in Dresden beteiligt, in der muslimische Feldgeistliche für den Dienst in der SS ausgebildet werden sollten.   Seine zahlreichen Aktivitäten brachten ihn zeitweise in Konkurrenz mit Gerhard von Mende, der jedoch aufgrund von Olzschas Unterstützung durch Heinrich Himmler und Gottlob Berger nachgeben musste.
Nach  Kriegsende versuchte er von seiner Familie in Naumburg aus in die US-Besatzungszone zu gelangen, wurde jedoch vom NKWD in Sachsen verhaftet und galt als verschollen. In Haft sagte er umfangreiche zu den Aktivitäten des SD in Osteuropa aus. Sein weiteres Schicksal ist unbekannt.
Olzscha arbeitete als Assistent an der Auslandswissenschaftlichen Fakultät der Universität zu Berlin unter Franz Six.

## Schriften (Auswahl)
- Die Epidemiologie und Epidemiographie der Cholera in Russland, 1940
- Georg Cleinow: Turkestan. Die politisch-historischen und wirtschaftlichen Probleme Zentralasiens, 1942 überarbeitet und ergänzt durch Olzscha.
- Die Epidemiologie und Epidemiographie der Cholera im asiatischen Rußland und im Kaukasus, 1944.